# Adio
Adio je rolkarsko podjetje, ki izdeluje športne copate in oblačila. To znamko je, skupaj z Element, zelo populariziral Bam Margera v svoji oddaji Viva la Bam. Menadžer Adiove ekipe je Jeff Taylor.
Adio so po zgledu firme Real 1. junija 2005 izdali zastonj promocijski film imenovan kar Adio Promo DVD, čeprav so pred tem že izdali komercialen rolkarski filem One Step Beyond, čeprav je navadno ravno obratno.

## Ekipa
Sedanja:
- Tony Hawk (2003 - )
- Kenny Anderson (??? - )
- Jeremy Wray (??? - )
- Danny Montoya (??? - )
- Ed Selego (??? - )
- Bam Margera (??? - )
- Steve Nesser (??? - )
- Shaun White (??? - )
- Anthony Shultz (2006 - )
- Chris Troy (2006 - )

Pretekli člani:
- Brian Sumner (??? - 2008)
- Alex Chalmers (2003 - 2006)
- Kris Markovich (1999 - ???)
- Ryan Bobier (??? - ???)
- Jamie Thomas (??? - ???)
- Steve Berra (??? - ???)
- Chad Muska (??? - ???)
- Cairo Foster (??? - ???)

## Videografija
- Adio Promo DVD (2005)
- One Step Beyond (2001)